# Elías (nombre)
Elías es un nombre propio masculino en su variante en español  procedente del griego Ηλίας Dios es mi guía, basado en éste término hebreo אֵלִיָּהו (ēliyahū), «Mi Dios es Yahvé», «Yahveh es mi Dios».

## Origen
Elías  es el nombre de varios personajes bíblicos del Antiguo Testamento:
- Elías uno de los mayores profetas. Apellidado el Tisbita, de Galaad. (2 Reyes 1:8).
- Elías Benjamita, hijo de Joroham, residía en Jerusalén.  (1Cronicas 8:27).
- Elías sacerdote hijo de Harim, casado con una mujer gentil. (Esdras 10:21).
- Elías Israelita de los que entre Esdras convenció a despedir sus mujeres extranjeras.  (Esdras 10:19,26).

## Equivalencias en otros idiomas
| Variantes en otras lenguas | Variantes en otras lenguas |
| -------------------------- | -------------------------- |
| Español                    | Elías                      |
| Alemán                     | Elias                      |
| Árabe                      | إلياس (Elīās)              |
| Armenio                    | Elijah                     |
| Asturiano                  | Elíes                      |
| Búlgaro                    | Илия (Ilija)               |
| Catalán                    | Elies                      |
| Checo                      | Eliáš                      |
| Corso                      | Elian                      |
| Croata                     | Ilija                      |
| Danés                      | Elias                      |
| Estonio                    | Eelija                     |
| Euskera                    | Eli                        |
| Finlandés                  | Elias                      |
| Francés                    | Élie                       |
| Georgiano                  | ილია (Ilia)                |
| Griego                     | Ηλίας (Elías)              |
| Hebreo                     | אֵלִיָּהו (ēliyahū)            |
| Húngaro                    | Éliás, Illés               |
| Inglés                     | Elijah, Elias              |
| Irlandés                   | Oillíl                     |
| Islandés                   | Elías                      |
| Italiano                   | Elia                       |
| Latín                      | Elias                      |
| Letón                      | Eliass                     |
| Lituano                    | Elijas                     |
| Neerlandés                 | Elias                      |
| Noruego                    | Elias                      |
| Polaco                     | Eliasz                     |
| Portugués                  | Elias                      |
| Rumano                     | Ilie                       |
| Ruso                       | Илья (Iliá)                |
| Sardo                      | Elìas                      |
| Serbio                     | Илија (Ilija)              |
| Sueco                      | Elias                      |
| Turco                      | İlyas                      |

## Santoral
La celebración del santo de Elías se corresponde con el día 20 de julio